# Pfarrkirche Straß in Steiermark

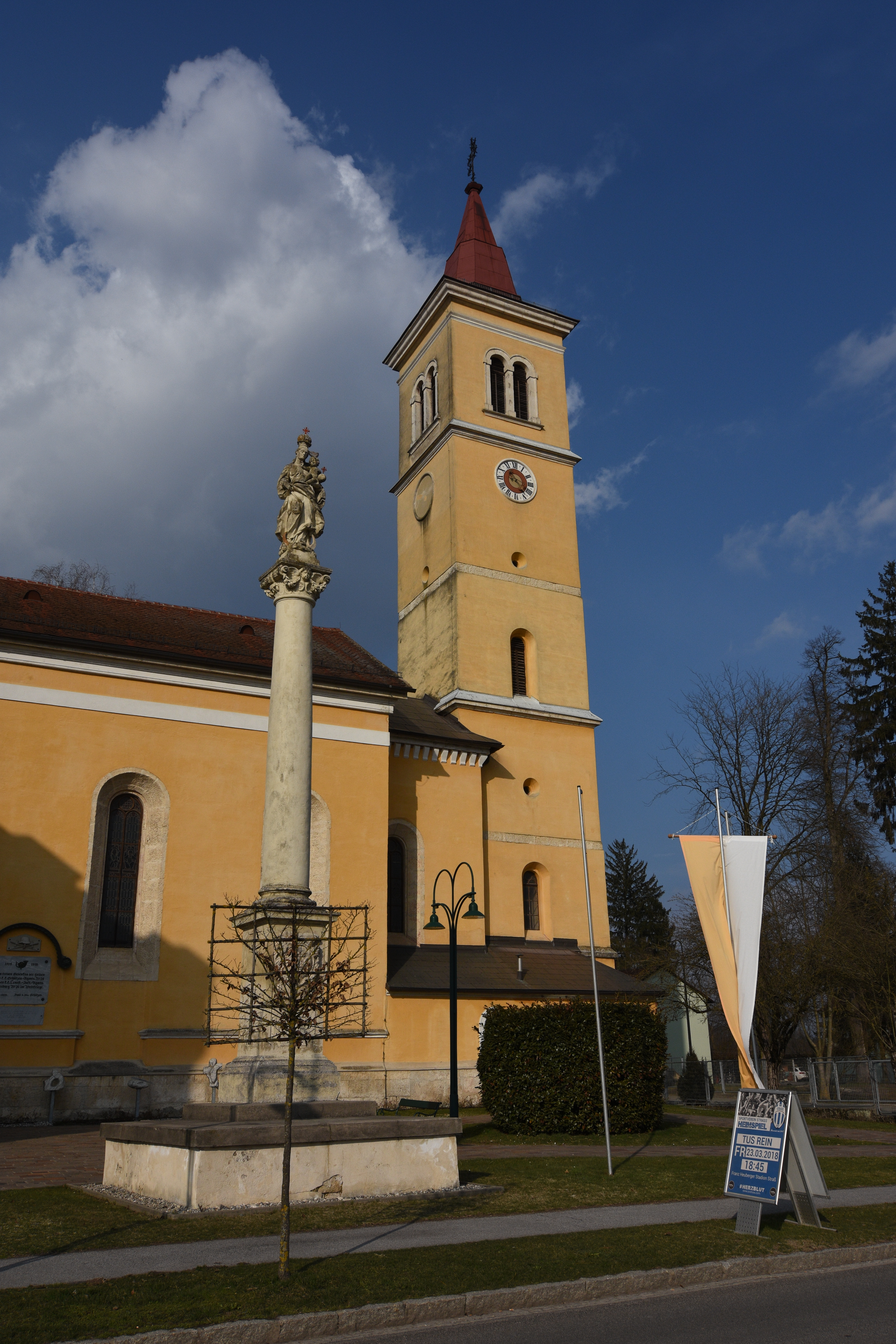
Katholische Pfarrkirche Mariä Himmelfahrt in Straß in Steiermark

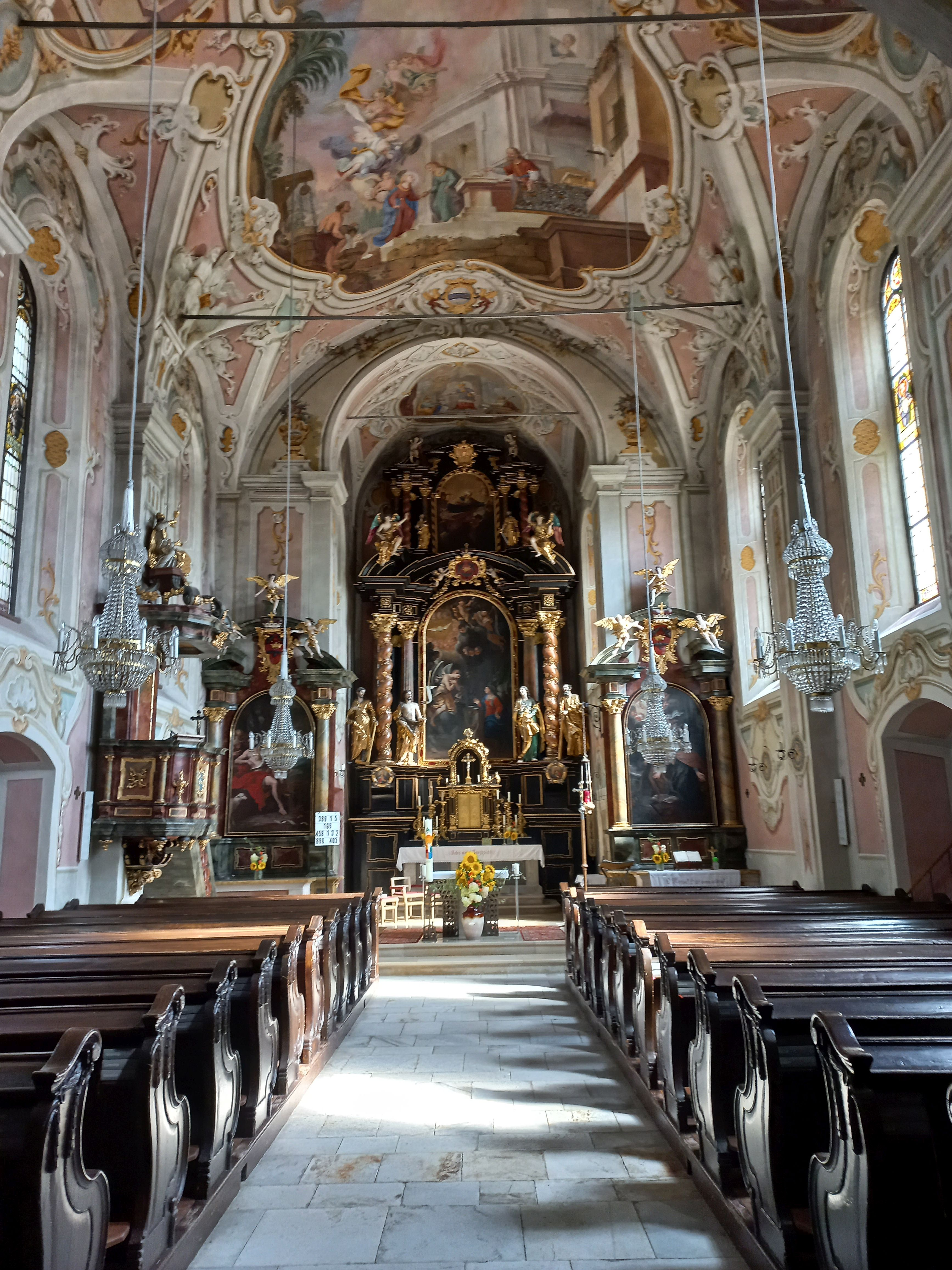
Langhaus, Blick zum Chor

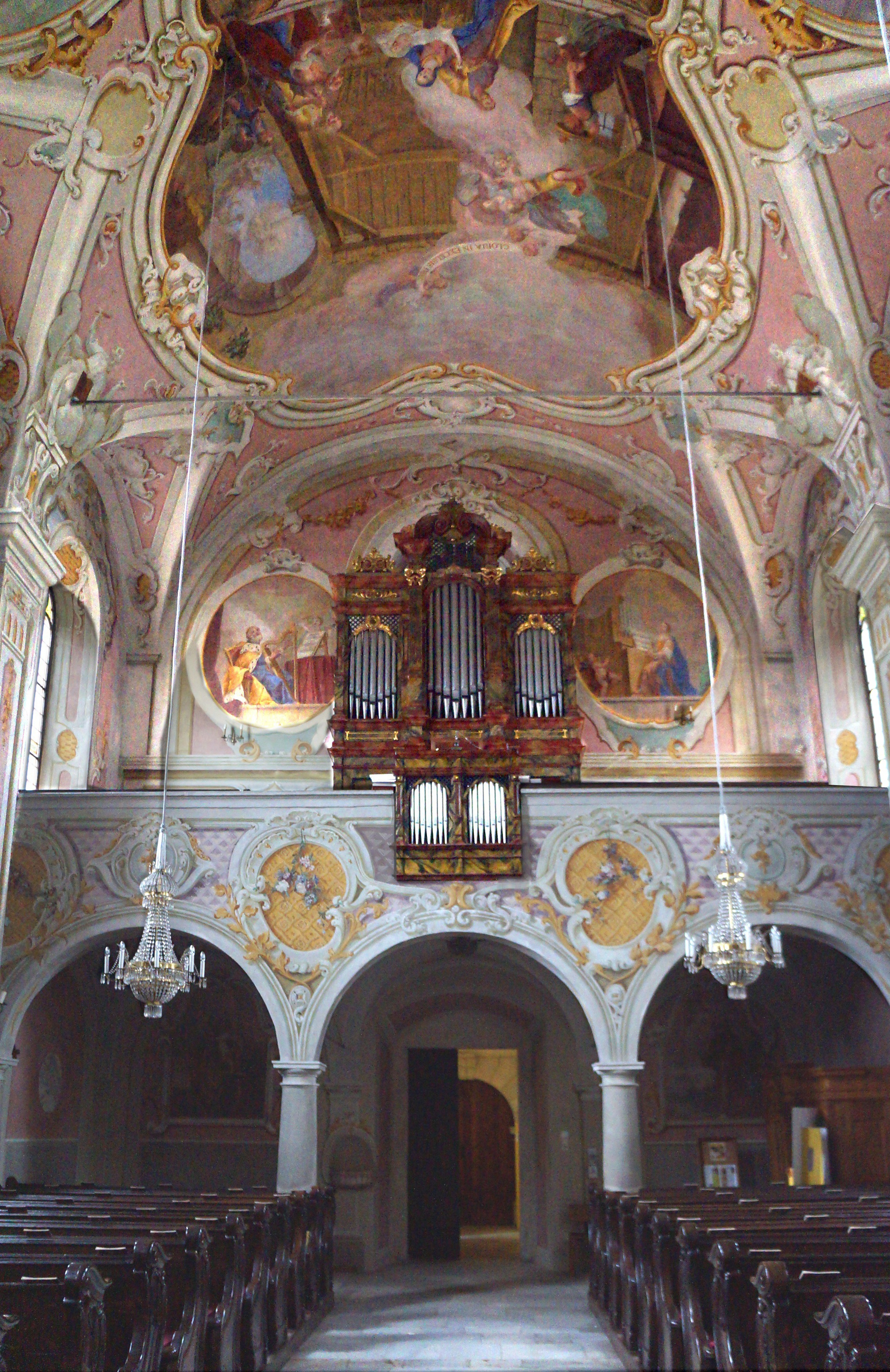
Langhaus, Blick zur Orgelempore

Die römisch-katholische Pfarrkirche Straß in Steiermark steht in der Gemeinde Straß in Steiermark im Bezirk Leibnitz. Die dem Patrozinium Mariä Himmelfahrt unterstellte Pfarrkirche gehört zur Region Südweststeiermark (Dekanat Leibnitz) in der Diözese Graz-Seckau. Die Kirche steht unter Denkmalschutz (Listeneintrag).

## Geschichte
Die Kirche wurde unter Hans Ulrich von Eggenberg 1628 als Schlosskirche vom Schloss Straß erbaut. Die Kirche wurde 1971 restauriert.

## Architektur
Die Kirche hat ein Langhaus und einen eingezogenen Chor und östlich des Chores einen quadratischen Ostturm.
Das Kircheninnere zeigt ein frühbarockes vierjochiges rechteckiges Langhaus unter einem Stichkappengewölbe auf Wandvorlagen. Der Orgelchor ist dreiachsig. 
Unter den Grafen Leslie erhielten die Gewölbe und Wände Fresken des Malers Joseph Adam von Mölk 1776 mit Marien- und Heiligenszenen und Ornamentik.

## Einrichtung
Der Hochaltar zeigt das Bild Verkündigung von Hans Adam Weissenkircher um 1680. Von Weissenkircher sind auch die Seitenaltarbilder der Heiligen Simon und Josef sowie Johannes der Täufer. In der Wagna-Kapelle beim Eingang befindet sich eine Pietà aus Stein und die Figur hl. Rosalia aus dem 18. Jahrhundert. Die Kanzel entstand im ersten Viertel des 18. Jahrhunderts.
Die Orgel baute Josef Brandl 1910.

## Mariensäule
Die Mariensäule aus dem vierten Viertel des 17. Jahrhunderts vor der Kirche trägt das Wappen der Eggenberg. 